# 东方劳动者共产主义大学
东方劳动者共产主义大学（俄语：Коммунистический университет трудящихся Востока），通称莫斯科东方大学或远东大学，为苏联边疆地区培养民族干部，也为各国培养革命人才。学校隶属于民族事务人民委员部。
学校教学部门有两个部分，招收国外学生的为A字部，其中设有中国班、日本班、朝鲜班、波斯班、蒙古班、越南班、印尼班、印度班等；招收苏联国内学员的为B字部，设有乌兹别克班、哈萨克班和格鲁吉亚班等。

## 历史
1920年共产国际第二次代表大会上，列宁提出并制定了民族殖民地的革命理论和策略，要在落后国家与地区寻找同盟者，建立国际反帝统一战线。为此，共产国际成立了远东部、近东部，召开近东革命者代表大会、远东共产党和革命组织代表大会，并决定成立东方大学。
东方大学开办于1921年10月21日，共产国际派代表参加该校最高领导机构。学生来自73个国家和民族，共1015人。

## 中国班学生
最初，北京《晨报》驻莫斯科特派记者瞿秋白和李宗武就都曾在中国班担任翻译。
1925年秋，莫斯科中山大学创办，东方大学的部分教员和中国学生转到中山大学。1927年，东方大学中国部停办。1930年中山大学停办。1933年中国部重新开办，设立了满洲班以专门培训东北抗日联军干部，1935年设立华北班。东方大学主要招收中共的中层和基层干部和日占区游击武装干部，该学校还提供军事短训班，主要面向中共红军指挥官。1938年停办。
- 第一批，1921年8月，刘少奇、任弼时、罗亦农、彭述之、萧劲光、曹靖华、卜道明、蒋光慈、吴葆萼等23人，
- 第二批，部分由旅欧支部转来，从1923年到1924年9月，先后转来三批：
  - 赵世炎、王若飞、陈延年
  - 刘伯坚
  - 聂荣臻、李富春、蔡畅、穆青、彭树敏等人

部分由国内前来，包括叶挺等人，第二批东方大学中国班学员人数达到100多人。1925年2月，共产国际从东方大学中国班的学员中抽调聂荣臻、叶挺、熊雄、范易、颜昌颐等一共二三十个人，到苏联红军学校中国班进行为期半年的军事训练。1925年6月，苏联驻上海总领事馆副领事维尔德向共产国际执委会转发了鲍罗廷的绝密电报，要求从东方大学调回40名毕业生，派往广东国民政府和冯玉祥的国民军。
- 第三批，由旅欧支部选派的学员有朱德、邢西萍、武兆镐、熊正心等人，由国内派遣的有彭干臣、罗世文、向警予等人。1926年3月，共产国际和中国共产党又从第三批学员中抽调朱德、彭干臣等有作战经验的学员，举行了一个约半年的秘密军事训练班，朱德任班长。训练班结束后，这批共产党人于1926年秘密回国，成为一批军事骨干。其他学员则大部分于1927年回国，少部分1928年回国。
- 1926年1月17日，邓小平到莫斯科，先到东方大学报到。12天后，邓又被转到莫斯科中山大学。

## 区别
该校与1925年秋成立的莫斯科中山大学（1925年-1930年）不是同一个学校。

## 外部連結
- И. Сталин Студентам Коммунистического университета трудящихся Востока（页面存档备份，存于）
- Коммунистический университет трудящихся Востока (КУТВ) — центр идейной подготовки коммунистических и революционных кадров Востока
- В. Усов Китайский Берия Кан Шэн（页面存档备份，存于）
- Документы КУТК из архива Коммунистической партии Вьетнама
- Китайцы с русскими именами